# 滂江街駅
滂江街駅（ぼうこうがい-えき）は中華人民共和国遼寧省瀋陽市大東区に位置する瀋陽地下鉄1号線・10号線の駅である。

## 駅構造
島式ホーム1面2線の地下駅で、ホームドア設置駅。出口はA・Bの2箇所ある。
のりば
駅北側から、
| ■1号線 | 青年大街・瀋陽駅・十三号街方面 |
| ■1号線 | 黎明広場方面                   |

## 駅周辺
- 愛群東社区
- 恵昌自選店
- 龍之夢購物中心
- 広岩社区
- 新総門業
- 精修電動車配件
- 瀋海立交橋
- 視覚化妝撮影学校

## 歴史
- 2010年9月27日 - 1号線開業。
- 2020年4月29日 - 10号線開業[2]。

## 隣の駅
瀋陽地下鉄
■1号線
東中街駅 - 滂江街駅 - 黎明広場駅